# Arespalditza

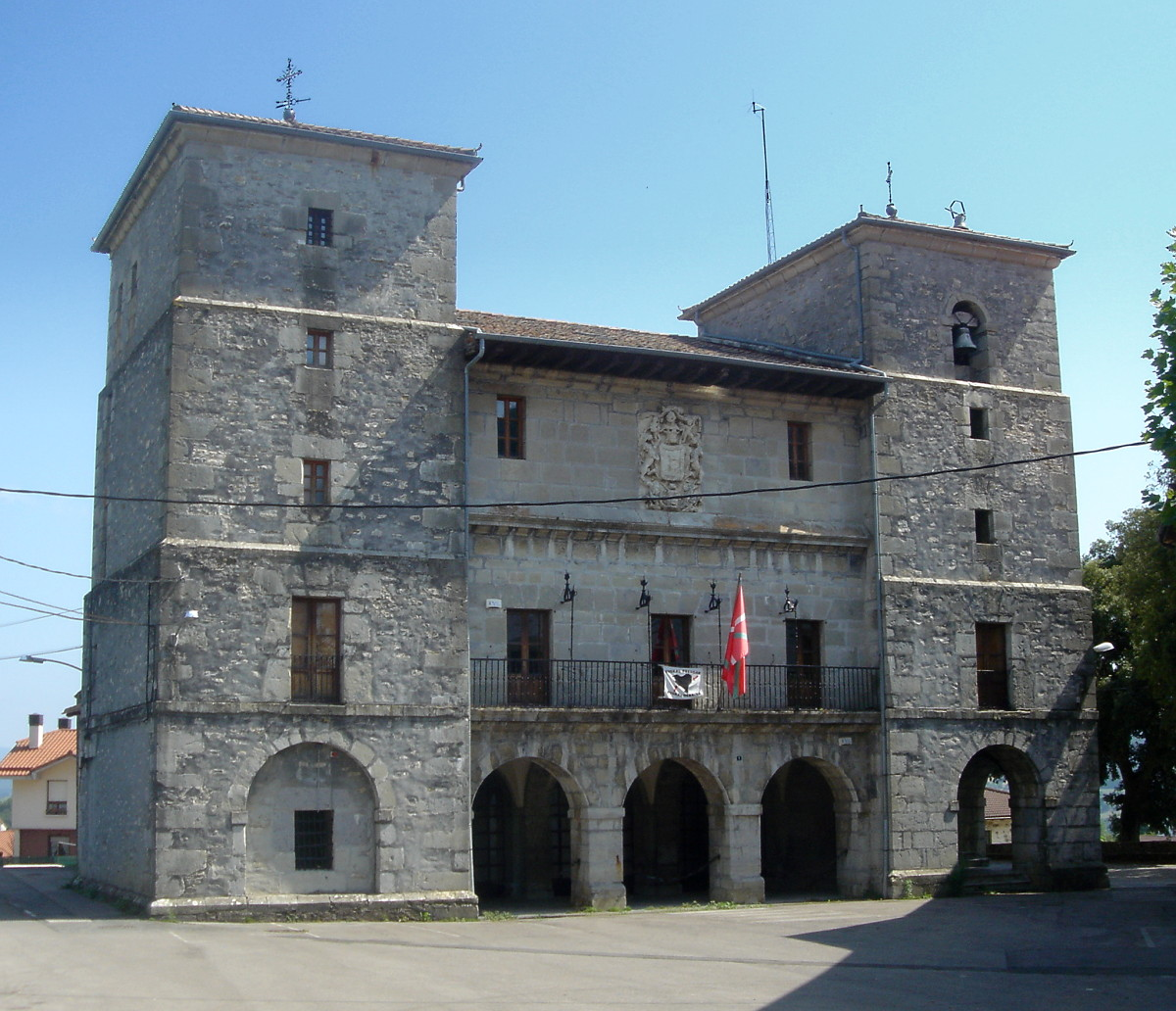
Arespalditza

Arespalditza en basque ou Respaldiza en espagnol, est une commune ou contrée de la municipalité d'Ayala dans la province d'Alava dans la Communauté autonome basque.